# 巓峰夢想フォード・エベレスト囲棋ラリー戦
巓峰夢想フォード・エベレスト囲棋ラリー戦（てんぽうむそう フォード・エベレスト いきラリーせん、巅峰梦想福特撼路者围棋汽车拉力赛）は、中国の囲碁の棋戦。2017年に巓峰夢想拉薩交通産業集団囲棋ラリー戦（巅峰梦想拉萨交通产业集团首届围棋汽车拉力赛）として創設。6名の招待棋士によるリーグ戦で行われ、各棋士と自動車レースの女性ドライバーが組んで、対局地への移動を行う。
- 主催（2018年） 国家体育総局棋牌運動管理センター、チベット自治区旅游発展委員会、中国囲棋協会、四川省体育局、チベット自治区体育局、中国旅游協会探検旅游分会
- 優勝賞金 200万元

## 方式
- 6人を2組に分け、各組3名が2局ずつの総当たりリーグを行い、各組の優勝者による決勝一番勝負を行う。
- ルールは中国ルール、コミは3目3/4。
- 持時間は1時間、1分の秒読み。決勝戦は各2時間、1分の秒読み5回。

## 過去の優勝者と決勝戦
（左が優勝者）
- 第1回 2017年 柯潔 - 柁嘉熹
- 第2回 2018年 柯潔 - 羋昱廷

## 過去の結果

### 第1回
2017年に開催。
- 抽選会（6/1 成都）
  - A組 1号:古力・金蕊、2号:柯潔・胡蝶、3号:陳耀燁・謝思雯
  - B組 1号:周睿羊・黄恒毅、2号:柁嘉熹・華婷婷、3号:羋昱廷・李媛
- 第1戦（6/3 石棉県安順場）A組 柯潔 - 陳耀燁、B組 柁嘉熹 - 羋昱廷
- 第2戦（6/7 昌都）柯洁 - 古力、柁嘉熹 - 周睿羊
- 第3戦（6/8 然烏）陳耀燁 - 古力、羋昱廷 - 周睿羊
- 第4戦（6/9 林芝市）柯洁 - 陳耀燁、柁嘉熹 - 羋昱廷
- 第5戦（6/10 魯朗）柯洁 - 古力、周睿羊 - 柁嘉熹
- 第6戦（6/12 ラサ市ポタラ宮）陳耀燁 - 古力、羋昱廷 - 周睿羊
- 決勝戦（6/14、チョモランマ大本営）柯潔 - 柁嘉熹

## 第2回
2018年に開催。江達、昌都、林芝、魯朗、拉薩、山南、江孜、日喀則を転戦した。
- 抽選会（6/10 成都）
  - A組:柯潔・李媛、范廷鈺・王夢醒、唐韋星・謝思雯
  - B組:時越・楊美、羋昱廷・呉国秀、党毅飛・張雲賞
- 第1戦（6/11） 范廷鈺 - 唐韋星、羋昱廷 - 党毅飛
- 第2戦（6/13） 柯潔 - 范廷鈺、羋昱廷 - 時越
- 第3戦（6/15） 柯潔 - 唐韋星、党毅飛 - 時越
- 第4戦（6/17） 唐韋星 - 范廷鈺、羋昱廷 - 党毅飛
- 第5戦（6/18） 范廷鈺 - 柯潔、羋昱廷 - 時越
- 第6戦（6/20） 柯潔 - 唐韋星、時越 - 党毅飛
- 決勝戦（6/22、チョモランマ大本営） 柯潔 - 羋昱廷